# 上奥斯滕多夫
上奥斯滕多夫是德国巴伐利亚州的一个市镇。总面积21.04平方公里，总人口1302人，其中男性652人，女性650人（2011年12月31日），人口密度62人/平方公里。